# Orthopädischer Maßschuh
Der orthopädische Maßschuh unterscheidet sich vom „normalen Maßschuh“ dadurch, dass er von einem Orthopädieschuhmacher hergestellt wird. Jeder Maßschuh wird individuell angefertigt, jedoch hat nur der orthopädische Maßschuh die Aufgabe, definierte gesundheitliche Beschwerden zu lindern, Einschränkungen zu kompensieren, zu stabilisieren, Fehlstellungen zu korrigieren, das Gangbild zu normalisieren, Schmerzen zu lindern oder einer Verschlimmerung vorzubeugen.
Die Verordnung für einen orthopädischen Maßschuh muss von einem Arzt erfolgen, unter Angabe der Diagnose und der notwendigen Veränderungen am Schuh. Oftmals ist bei Fußveränderungen aber kein Maßschuh notwendig, andere Mittel können Einlagen, Schuhzurichtungen an vorhandenen Konfektionsschuhen oder orthopädische Konfektionsschuhe sein, die also z. B. für Diabetes-Patienten bereits eine Weichbettung und eine nahtlose Verarbeitung aufweisen, aber nicht individuell angefertigt werden müssen und somit auch deutlich billiger sind.
Zur Herstellung muss zunächst ein Leisten angefertigt werden, was mittels Abdruck (z. B. Gipsabdruck) möglichst in der zu erzielenden Fußstellung erfolgt. Über diesen Leisten wird dann der Maßschuh angefertigt, der oft schafthoch ist, aber auch als Halbschuh oder als Stiefel gefertigt werden kann – je nach Verordnung. Dazu kommen spezielle Anpassungen wie eine weiche Innensohle, Verstärkungen, Aussparungen oder Sohlenrollen.
Typische Verordnungen für Maßschuhe sind schwere Fußfehlstellungen, Lähmungszustände, Diabetes mellitus, offene Wunden oder Amputationen im Fußbereich mit teilweise noch erhaltenem Restfuß.